# Руцкий, Дмитрий Дмитриевич
Дмитрий Дмитриевич Руцкий (3 января 1942, село Залесье Барановичского района — 4 сентября 2017) — белорусский экономист и государственный деятель.

## Биография
После окончания школы работал в совхозе и учился в школе механизаторов. Окончил экономический факультет Белорусской сельскохозяйственной академии (1960—1965). В 1976 году возглавил совхоз «Парахонский».
Работал экономистом, заведующим отделом Брестского облисполкома. В 1986 году он был назначен председателем Пинского райисполкома.
Депутат Верховного Совета Белорусской ССР 12-го созыва (1990—1995).
С 1991 по 1997 год работал первым заместителем министра сельского хозяйства и продовольствия Республики Беларусь.
В 2013 году за значительный вклад в социально-экономическое развитие Пинского района ему присвоено звание «Почетный гражданин Пинского района».
Награждён орденами «Знак Почёта» и Октябрьской Революции.
Умер в 2017 году.